# Disney XD (Italia)
Disney XD Italia fue un canal qué Yo hecho vistos entonces lo klskseossososowwow.
1. ↑  Chávez, Christopher (3 de enero de 2018). Disney XD. Routledge. pp. 209-217. ISBN 978-1-315-65864-3. Consultado el 18 de agosto de 2025.